# مجلس خدمات الأصدقاء
مجلس خدمات الأصدقاء (بالإنجليزية: Quaker Peace and Social Witness)‏ كانت تعرف سابقا باسم مجلس خدمة الأصدقاء وبعد ذلك كويكر السلام والخدمات العامة، هي واحدة من اللجان المركزية للاجتماع السنوي البريطاني للجمعية الدينية للأصدقاء (المنظمة الوطنية للكويكرز في بريطانيا). وتعمل على تعزيز شهادات الكويكرز البريطانية للمساواة والعدالة والسلام، والبساطة والحقيقة. تعمل جنبا إلى جنب مع جماعات الضغط المحلية الصغيرة والدولية الكبيرة.
في عام 1947 حصل مجلس خدمات الأصدقاء بالاشتراك مع نظيرته الأمريكية اللجنة الأمريكا لخدمات الأصدقاء على جائزة نوبل للسلام.